# Gastrochilus suavis
Gastrochilus suavis — многолетнее эпифитное моноподиальное трявянистое растение семейства Орхидные.
По данным Королевских ботанических садов в Кью Gastrochilus suavis является синонимом Gastrochilus obliquus var. suavis.
Вид не имеет устоявшегося русского названия, в русскоязычных источниках используется научное название Gastrochilus suavis.

## Этимология
Английское название — The Soft Gastrochilus (Гастрохилус мягкий).

## Синонимы
Gastrochilus obliquus var. suavis (Seidenf.) 1996

## Биологическое описание
Цветки 1,5—2,5 см в диаметре, слегка ароматные. На цветоносе 4—8 цветков.

## Распространение и экологические особенности
Таиланд.
В природе редок. Цветет в октябре.
Относится к числу охраняемых видов (II приложение CITES).